# Ernest Alister Lee
Ernest Alister Lee, britanski general, * 13. junij 1893, † 23. november 1942.